# Ferjancsik Domonkos
Ferjancsik Domonkos (Budapest, 1975. szeptember 7. –) világbajnok magyar kardvívó.

## Pályafutása
Somlai Béla tanítványaként hét évesen kezdett el vívni a Vasasban, ahol egész karrierjét teljesítette. Kardvívóként az 1995-ös Universiadén csapatban bronzérmet szerzett. Két olimpián vett részt (2000, 2004). Sydneyben egyéniben az elődöntőig jutott, ahol a negyedik helyen végzett, csapatban ötödik lett. Athénban a nyolcaddöntőben szenvedett vereséget a későbbi ezüstérmes Nemcsik Zsolttól, a csapattal ezúttal is ötödik helyezést szerzett. 
Világbajnokságról a legnagyobb sikerének az 1998-ban megszerzett csapatarany és a 2003-as egyéni bronzérem számítanak. A csapattal 1997-ben bronzérmet, 2001-ben és 2003-ban ezüstérmet szerzett a vb-n. Európa-bajnokságon kétszer (2001, 2002) zárt bronzérmesként, mindkétszer csapatban.
Egyéniben háromszor nyerte meg a magyar bajnokságot (1996, 1997, 2000), négy alkalommal (1997, 1999, 2000, 2003) választották meg az év magyar vívójának.
Pályafutását az athéni olimpiát követően fejezte be. Visszavonulását követően évekig látta el a Vasas vívószakosztályának vezetését, valamint egyesülete elnökségi tagjaként dolgozott, emellett többször is szakkommentátorként működött közre a Sport Televízió vívóközvetítésein. 